# Dreifaltigkeitskirche (Schwarzenfeld)

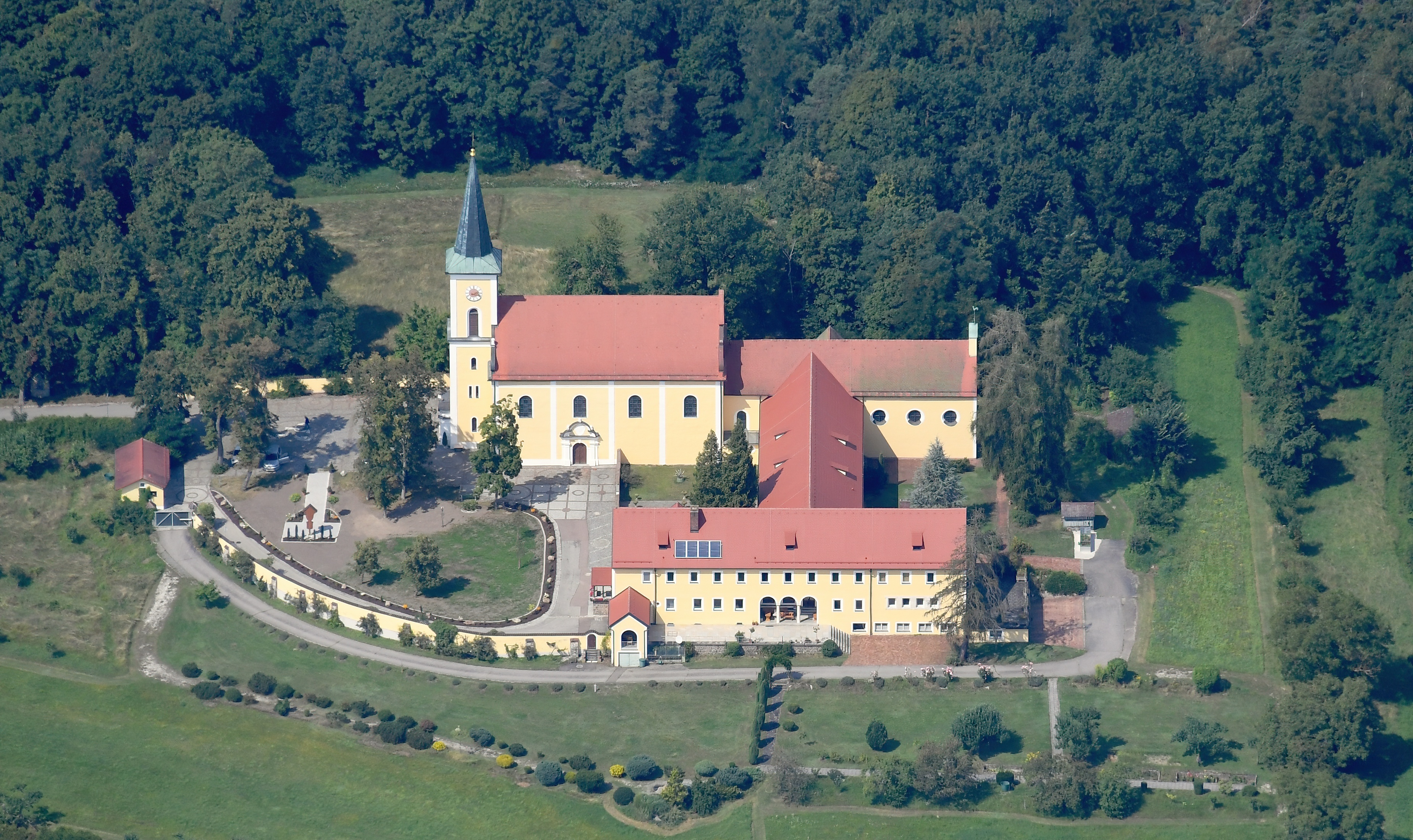
Luftbild der Dreifaltigkeitskirche

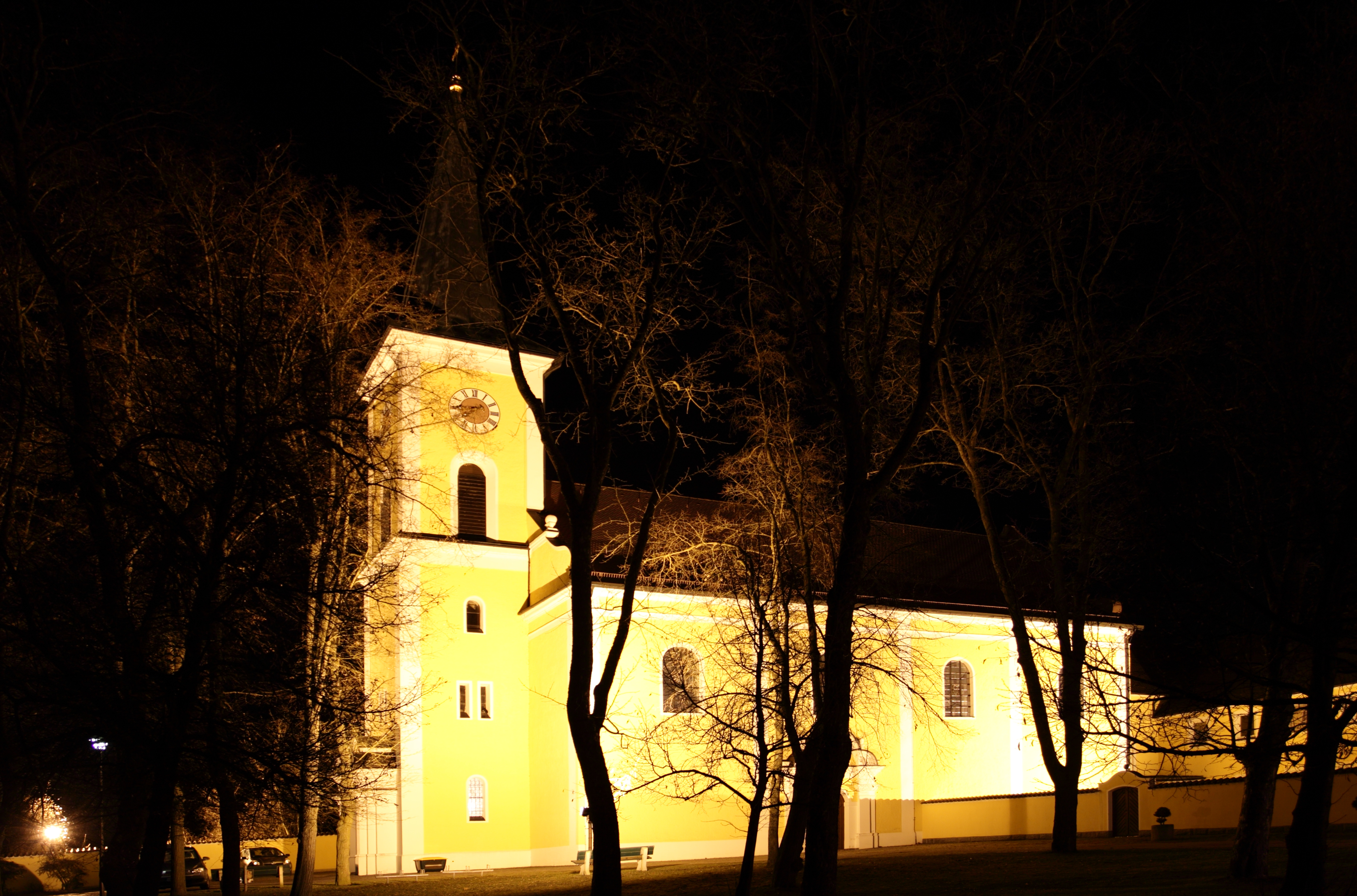
Miesbergkirche

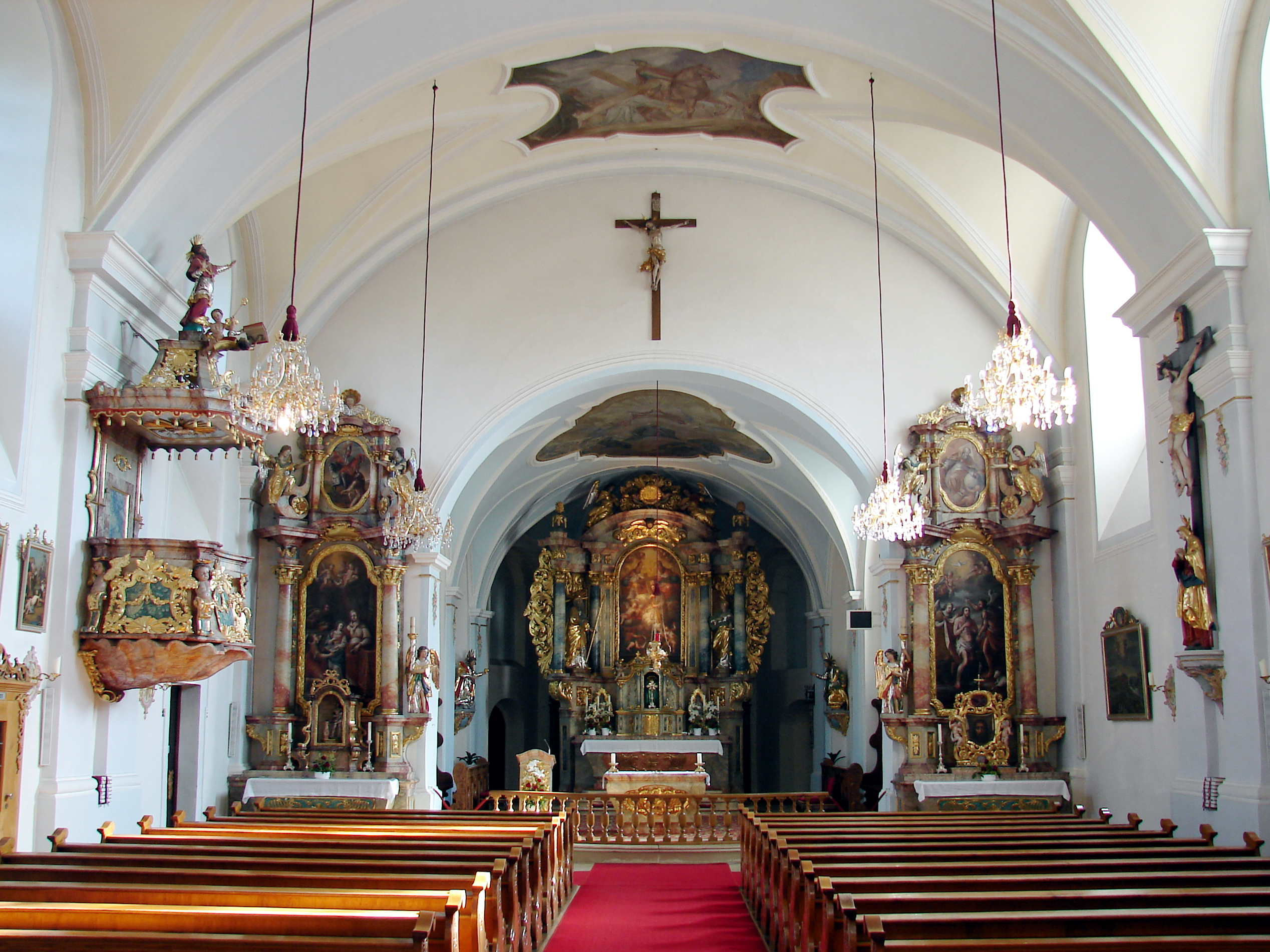
Dreifaltigkeitskirche (Miesbergkirche): Innenraum

Die Dreifaltigkeitskirche (umgangssprachlich: Miesbergkirche) ist eine katholische Wallfahrtskirche auf dem Miesberg in Schwarzenfeld, einem Markt im Oberpfälzer Landkreis Schwandorf (Bayern). Sie wurde 1694 fertiggestellt und seitdem mehrfach erweitert und restauriert. Im 20. Jahrhundert entstanden um diese Kirche ein Passionistenkloster sowie ein Kreuzweg.

## Geschichte
Nach der Reformation und dem Dreißigjährigen Krieg bildete sich in der Bevölkerung Schwarzenfelds der Wunsch heraus, auf dem Miesberg, einer etwa 40 Meter hohen Anhöhe im Nordosten des Ortes, eine Wallfahrtskapelle zu errichten und der heiligen Dreifaltigkeit zu weihen. Baubeginn war im Jahr 1691 und im Jahr 1694 wurde sie fertiggestellt und durch den hiesigen Pfarrer Auberger geweiht. Im 18. Jahrhundert erschien sie jedoch aufgrund der großen Beliebtheit als Wallfahrtsort zu klein und von 1721 bis 1722 entstand das Kirchenschiff als westlicher Anbau der Kapelle. Ab der Mitte des 18. Jahrhunderts entwickelte sich die Kirche schließlich zu einem wichtigen überregionalen Wallfahrtsziel, zu dem viele Menschen pilgerten und durch Votivtafeln der heiligen Dreifaltigkeit dankten, unter anderem für den Schutz Schwarzenfelds in den Koalitionskriegen 1796, während deren sich in Schwarzenfeld 75 000 Soldaten der Franzosen und Österreicher gegenüberstanden, eine Schlacht jedoch verhindert wurde. Die Fresken in der Miesbergkirche sind im Chor: Christus und Heilige des Passionistenordens und im Langhaus: Ölberg (teils von der Orgel verdeckt), Geißelung, Dornenkrönung und Kreuztragung, gemalt 1938 von dem Münchner Kunstmaler Josef Wittmann, einem Maler des Neubarock.
Die Wallfahrtstätigkeit ließ in der späteren Zeit nach und die Kirche wurde für Jahrzehnte gänzlich vernachlässigt. So wurde die Kirche nahezu ausschließlich am Dreifaltigkeitsfest, an diversen Bitttagen und zur Feier der Erstkommunion benutzt. Pfarrer Franz Xaver Kobler zog dann Ende des 19. Jahrhunderts eine Restaurierung und den Bau eines Kirchturms in Erwägung, für den er rund 10 000 Goldmark an Spenden sammelte und viele Freiwillige für Spanndienste akquirierte. Nach einjähriger Bauzeit wurde der 37 Meter hohe Turm der Miesbergkirche 1888 fertiggestellt.
Da die Kirche der heiligen Dreifaltigkeit geweiht ist, ist das Patrozinium an Trinitatis, also dem ersten Sonntag nach Pfingsten. An diesem Sonntag findet auch alljährlich entlang der Miesbergallee, der Straße, die zur Kirche führt, die Miesbergkirchweih statt.

## Passionistenkloster
Die Passionisten, ein katholischer Orden, der sich dem Leiden Jesu widmet, expandierte Anfang des 20. Jahrhunderts in Süddeutschland und Österreich, so dass die Klöster in Maria Schutz und München-Pasing nicht mehr ausreichten, um die Patres aufzunehmen. Pater Viktor Koch fragte daher 1932 beim Bistum Regensburg an, inwiefern Orte in der Diözese für einen weiteren Klosterstandort geeignet seien. Die Wahl fiel schließlich nach Intervention des damaligen Landtagsabgeordneten Josef Krempl auf den Miesberg in Schwarzenfeld.
Im Jahr 1934 wurde der Grundstein gelegt und die ersten beiden Mönche zogen in eine Klause, welche um 1700 entstand, in der Nähe der Kirche. Zum 47. Jubiläum des Turmbaus wurde im Jahr 1935 das Kloster eingeweiht. Während der Zeit des Nationalsozialismus und der damit verbundenen Gleichschaltung wurde das Kloster ab 1941 als Quartier für Hamburger Kinder verwendet, wodurch die Mönche gezwungen waren, unter einfachsten Wohnverhältnissen in einem Nebenraum der Sakristei zu wirken. Ab 1943 bis kurz vor Kriegsende des Zweiten Weltkriegs waren dann das Elektronen- und Ionenforschungsinstitut der Technischen Hochschule Berlin und ein Büro Alfred Rosenbergs im Kloster untergebracht.
Nach der Kapitulation konnte das Kloster am 27. Mai 1945 wieder den Patres übergeben werden.

## Kreuzweg

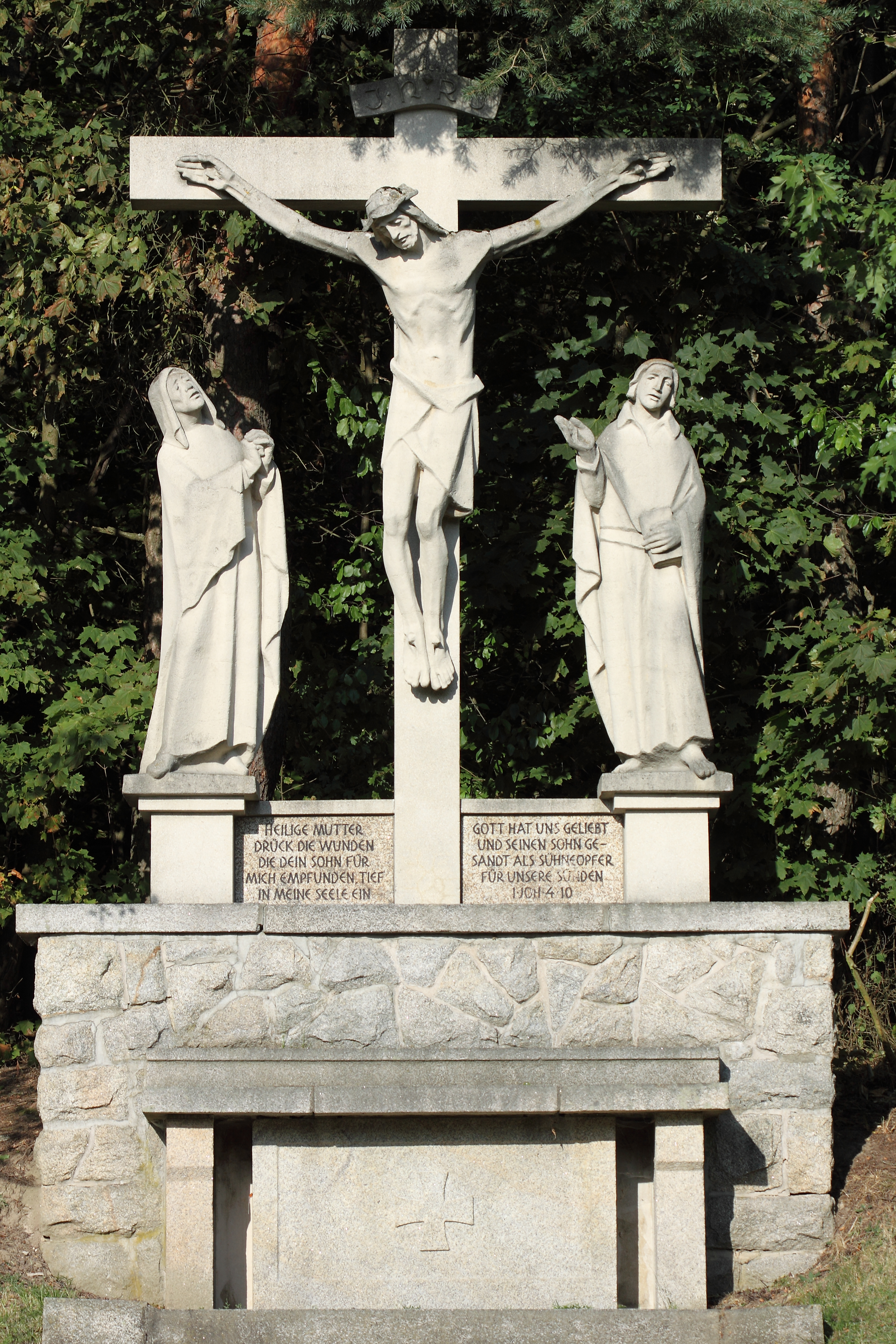
Kreuzigungsgruppe auf dem Kreuzweg

Schwarzenfeld wurde im Zweiten Weltkrieg vor allem durch die Intervention des Paters Viktor Koch vor einer Zerstörung durch die Amerikaner bewahrt. Zum Dank entstand zwischen 1945 und 1950 ein Kreuzweg um das Kloster mit zwölf Stationen der Leidensgeschichte Jesu und mehreren Altären. An jedem Karfreitag seit dem Jahr 1963 findet auf diesem Kreuzweg eine öffentliche Andacht statt.

## Orgel
In das barockisierende Orgelgehäuse wurde im Jahr 2006 von der Firma Orgelbau Schädler aus Donaustauf ein neues Werk mit 24/II/P eingebaut. Über den dreimanualigen Spieltisch der Schädler-Orgel ist auch die Chororgel von Walcker (1947, damals 11/II/P, heute 13/II/P) spielbar. Die entsprechenden Koppeln sind elektrisch. Die Disposition beider Instrument lautet wie folgt:
Hauptorgel
| I Hauptwerk C–g3 |                  |       |
| 1.               | Prinzipal        | 8′    |
| 2.               | Gedeckt          | 8′    |
| 3.               | Flûte harmonique | 8′    |
| 4.               | Oktave           | 4′    |
| 5.               | Blockflöte       | 4′    |
| 6.               | Sesquialter I-II | 2 ⁄3′ |
| 7.               | Superoctav       | 2′    |
| 8.               | Mixtur IV        | 1 ⁄3′ |
| 9.               | Trompete         | 8′    |
|                  | Tremulant        |       |

| II Schwellwerk C–g3 |               |       |
| 10.                 | Rohrflöte     | 8′    |
| 11.                 | Salicional    | 8′    |
| 12.                 | Vox coelestis | 8′    |
| 13.                 | Prinzipal     | 4′    |
| 14.                 | Traversflöte  | 4′    |
| 15.                 | Waldflöte     | 2′    |
| 16.                 | Mixtur IV     | 2′    |
| 17.                 | Quinte        | 1 ⁄3′ |
| 18.                 | Oboe          | 8′    |
|                     | Tremulant     |       |

| Pedal C–f1 |               |     |                      |
| 19.        | Subbass       | 16′ |                      |
| 20.        | Bassflöte     | 8′  | Verlängerung aus 19. |
| 21.        | Octavbass     | 8′  |                      |
| 22.        | Choralflöte   | 4′  | Verlängerung aus 21. |
| 23.        | Posaune       | 16′ |                      |
| 24.        | Pedaltrompete | 8′  | Verlängerung aus 23. |

- Koppeln: II/I, Sub II, Sub II/I (nicht ausgebaut), I/P, II/P, I CO/I, I CO/II, I CO/III, II CO/I, II CO/II, II CO/III, I CO/P, II CO/P, P CO ein
- Spielhilfen: 4000 Setzerkombinationen, Sequenzschaltung vor- und rückwärts, Schwelltritte für Schwellwerk (mechanisch) und II. Manual der Chororgel (elektrisch)

Chororgel (CO)
| I Hauptwerk C–g3 |             |    |
| 1.               | Gedeckt     | 8′ |
| 2.               | Prinzipal   | 4′ |
| 3.               | Waldflöte   | 2′ |
| 4.               | Scharff III | 1′ |

| II Schwellwerk C–g3 |            |    |
| 5.                  | Rohrflöte  | 8′ |
| 6.                  | Violflöte  | 8′ |
| 7.                  | Blockflöte | 4′ |
| 8.                  | Prinzipal  | 2′ |
| 9.                  | Octävlein  | 1′ |
| 10.                 | Schalmey   | 4′ |

| Pedal C–f1 |            |     |
| 11.        | Subbass    | 16′ |
| 12.        | Flötbass   | 8′  |
| 13.        | Offenflöte | 4′  |